# Chris Gastón
Christopher Gastón, detto Chris (Union City, 20 aprile 1989), è un cestista statunitense con cittadinanza portoricana.

## Carriera
Con Porto Rico ha disputato i Campionati americani del 2017.